# Brunswick (Vermont)
Brunswick – miasto w Stanach Zjednoczonych, w stanie Vermont, w hrabstwie Essex.